# Ben Heppner (homme politique)
Pour les articles homonymes, voir Ben Heppner et Heppner.
Benjamin D. Heppner (18 mars 1943-24 septembre 2006) est un enseignant, homme d'affaires et homme politique provincial canadien de la Saskatchewan. Il représente les circonscriptions de Rosthern et de Martensville à titre de députée du Parti progressiste-conservateur de la Saskatchewan et du Parti saskatchewanais de 1995 à 2006.

## Biographie
Née à Waldheim en Saskatchewan, Heppner étudie en enseignement à l'Université de la Saskatchewan. Il entame ensuite une carrière d'enseignant et de partenaire dans une compagnie de vente d'équipement pour la ferme et pour l'exploitation forestière.
Il entame une carrière politique en devenant conseiller et maire de la ville de Rosthern durant l'année 1988.
Élu à l'Assemblée législative de la Saskatchewan en 1995, il fait partie des membres fondateurs du Parti saskatchewanais en 1997. Réélu en 1999 et en 2003, il meurt d'un cancer de la prostate en 2006 à l'âge de 63 ans.
Sa fille, Nancy Heppner, lui succède comme députée dans Martensville lors d'une élection partielle le 5 mars 2007,.